# Alibon
Alibon es una circunscripción electoral del municipio de Barking y Dagenham, en la región y el condado del Gran Londres (Inglaterra). En ella se eligen a tres de los cincuenta y un concejales que forman el Ayuntamiento de Barking y Dagenham.

## Geografía
Según la Oficina Nacional de Estadística británica, Alibon tiene una superficie de 1,36 km². Limita con otras siete circunscripciones de Barking y Dagenham: al norte con Heath, al este con Eastbrook, al sur con Village, River y Goresbrook, y al oeste con Mayesbrook y Parsloes.

## Demografía
Según el censo de 2001, Alibon tenía 9300 habitantes (47,26% varones, 52,74% mujeres) y una densidad de población de 6838,24 hab/km². El 23,04% eran menores de 16 años, el 68,88% tenían entre 16 y 74, y el 8,08% eran mayores de 74. La media de edad era de 37,23 años. 
Según su grupo étnico, el 93,47% de los habitantes eran blancos, el 1,35% mestizos, el 0,73% asiáticos, el 4,18% negros, el 0,16% chinos, y el 0,1% de cualquier otro. La mayor parte (94,77%) eran originarios del Reino Unido. El resto de países europeos englobaban al 2% de la población, mientras que el 1,74% había nacido en África, el 0,72% en Asia, el 0,54% en América del Norte, el 0,1% en América del Sur, el 0,05% en Oceanía, y el 0,08% en cualquier otro lugar. El cristianismo era profesado por el 72,66%, el budismo por el 0,06%, el hinduismo por el 0,16%, el judaísmo por el 0,15%, el islam por el 1,24%, el sijismo por el 0,15%, y cualquier otra religión por el 0,16%. El 16,52% no eran religiosos y el 8,9% no marcaron ninguna opción en el censo.
El 47,45% de los habitantes estaban solteros, el 35,75% casados, el 2,25% separados, el 6,58% divorciados y el 7,97% viudos. Había 3829 hogares con residentes, de los cuales el 29,72% estaban habitados por una sola persona, el 16,79% por padres solteros con o sin hijos dependientes, el 51,58% por parejas (42,39% casadas, 9,19% sin casar) con o sin hijos dependientes, y el 1,91% por múltiples personas. Además, había 49 hogares sin ocupar y 3 eran alojamientos vacacionales o segundas residencias.
La población económicamente activa se situó en 3955 habitantes, de los que un 94,89% tenían empleo, un 3,16% estaban desempleados, y un 1,95% eran estudiantes a tiempo completo.